# Eugasmia
Eugasmia är ett släkte av spindlar. Eugasmia ingår i familjen hoppspindlar.
Kladogram enligt Catalogue of Life:
| Eugasmia | \| \| Eugasmia occidentalis \| \| \| \| \| \| Eugasmia olivacea \| \| \| \| |
|          | \| \| Eugasmia occidentalis \| \| \| \| \| \| Eugasmia olivacea \| \| \| \| |
|          | Eugasmia occidentalis                                                       |
|          |                                                                             |
|          | Eugasmia olivacea                                                           |
|          |                                                                             |